# Stepnoie (Ussuriski)
|  | Per a altres significats, vegeu «Stepnoie». |

Stepnoie (en rus: Степное) és un poble del krai de Primórie, a l'Extrem Orient de Rússia, pertany al districte rural d'Ussuriski. El 2010 tenia 651 habitants.